# Ембрихо фон Вюрцбург
Ембрихо фон Вюрцбург (на немски: Embricho/Embrico/Emich von Würzburg; † 10 ноември 1146, Аквилея) е епископ на Вюрцбург (1127 – 1146).

## Живот
Ембрихо е от висша благородническа фамилия от района на Майнц. Често е наричан „Граф фон Лайнинген“, което е грешно.
Архиепископът на Майнц Адалберт I фон Саарбрюкен го поставя в кралската канцелария на Лотар III, на която става ръководител (1125), и по-късно също като пропст в катедралата на Ерфурт (1118 – 1127). Архиепископът и крал Лотар III през 1127 г. предлагат и назначават Ембрихо за епископ на Вюрцбург. Ембрихо е верен привърженик на императорите Лотар III и Конрад III.
Ембрихо основава множество манастири. При женитбата през 1146 г. на Берта фон Зулцбах с византийския император Мануил I Комнин той присъства като дипломатически пратеник в Константинопол на император Конрад III, който е женен за нейната сестра Гертруда фон Зулцбах. На връщане той умира в Аквилея и е погребан там. Гробът му вече не е запазен.